# Sportåret 1965

## Händelser

### Amerikansk fotboll
- Green Bay Packers besegrar Cleveland Browns med 23 - 12 i NFL-finalen.
- Buffalo Bills besegrar San Diego Chargers med 23 - 0 i AFL-finalen.

### Bandy
- 7 mars - Örebro SK blir svenska mästare genom att finalslå Brobergs IF med 5-2 på Stockholms stadion.[1][2]
- 27 februari -  Sovjet vinner världsmästerskapet i Sovjet före Norge och Sverige.[3]

### Baseboll
- 14 oktober - National League-mästarna Los Angeles Dodgers vinner World Series med 4-3 i matcher över American League-mästarna Minnesota Twins.[4]

### Basket
- 25 april - Boston Celtics vinner NBA-finalserien mot Los Angeles Lakers.[5]
- 10 juni - Sovjet vinner herrarnas Europamästerskap i Sovjetunionen genom att finalslå Jugoslavien med 58-49.[6]

### Bordtennis

#### SM

##### Herrsingel
Hans Alsér blir svensk mästare för Leksbergs BTK.

### Boxning
- Cassius Clay numera Muhammad Ali försvarar sin världsmästartitel i en match mot Sonny Liston.

### Cykel
- Vittorio Adorni, Italien vinner Giro d'Italia
- Felice Gimondi, Italien vinner Tour de France
- Rolf Wolfshohl, Tyskland vinner Vuelta a España

### Fotboll
- 1 maj - Liverpool FC vinner FA-cupfinalen mot Leeds United AFC med 2-1 på Wembley Stadium.[8]
- 19 maj - West Ham United vinner Europeiska cupvinnarcupen genom att besegra TSV 1860 München med 2–0 i finalen på Wembley Stadium i London.[9]
- 27 maj - FC Internazionale vinner Europacupen för mästarlag besegra SL Benfica med 1–0 i finalen på Stadio San Siro i Milano.[9]
- 23 juni -  Ferencváros vinner Mässcupen genom att besegra Juventus FC med 1–0 i finalen på Stadio Comunale di Torino i Turin.[9]
- 21 november -  Ghana försvarar sin titel i afrikanska mästerskapet genom att besegra Tunisien med 3–2 i finalen på Stade Chedly Zouiten i Tunis.[10]
- Okänt datum – Eusebio, Portugal, utses till Årets spelare i Europa.

#### Ligasegrare / resp. lands mästare
- Belgien - RSC Anderlecht
- England - Manchester United FC
- Frankrike - FC Nantes Atlantique
- Italien - FC Internazionale
- Nederländerna – Feyenoord
- Skottland - Kilmarnock FC
- Spanien - Real Madrid CF
- Sverige - Malmö FF
- Västtyskland - SV Werder Bremen

### Friidrott
- 31 december - Gaston Roelants, Belgien vinner Sylvesterloppet i São Paulo.[11]
- Morio Shigematsu, Japan vinner Boston Marathon.[12]

### Golf

#### Herrar
- The Masters vinns av Jack Nicklaus, USA
- US Open vinns av Gary Player, Sydafrika
- British Open vinns av Peter Thomson, Australien
- PGA Championship vinns av Dave Marr, USA
- Mest vunna vinstpengar på PGA-touren: Jack Nicklaus, USA med $140 752
- Ryder Cup: USA – Storbritannien 19½ - 12½

#### Damer
- US Womens Open – Carol Mann, USA
- LPGA Championship – Sandra Haynie, USA
- Mest vunna vinstpengar på LPGA-touren: Kathy Whitworth, USA med $28 658

### Handboll
- 13 november - Ungern blir inomhusvärldsmästare för damer genom att finalbesegra Jugoslavien med 5-3 i Dortmund.[13]

### Ishockey

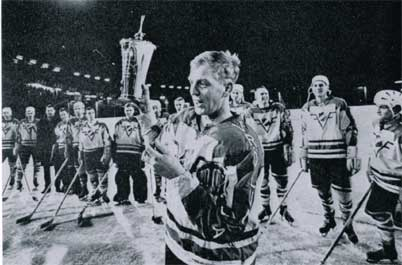
Västra Frölunda IF svenska mästare.

- 14 februari - Svenska mästare blir Västra Frölunda IF genom serieseger före Brynäs IF och AIK.[14]
- 14 mars - Sovjet vinner världsmästerskapet i Finland före Tjeckoslovakien och Sverige.[15]
- 1 maj - Stanley Cup vinns av Montreal Canadiens som besegrar Chicago Blackhawks med 4 matcher mot 3 i slutspelet.[16]

### Konståkning
- VM
- Herrar – Alain Calmat, Frankrike
- Damer – Petra Burka, Kanada
- Paråkning – Ludmila Belousova & Oleg Protopopov, Sovjetunionen

### Motorsport

#### Formel 1
- 24 oktober -  Världsmästare blir Jim Clark, Storbritannien.[17]

#### Speedway
- Björn Knutsson, Sverige blir världsmästare.[18]

#### Sportvagnsracing
- Den italienska biltillverkaren Ferrari vinner sportvagns-VM.
- Jochen Rindt och Masten Gregory vinner Le Mans 24-timmars med en Ferrari 250 LM.

### Skidor, alpint

#### Herrar
- SM
  - Slalom vinns Olle Rohlén, Åre SLK. Lagtävlingen vinns av IFK Borlänge.
  - Storslalom vinns av Olle Rohlén, Åre SLK. Lagtävlingen vinns av Åre SLK.
  - Störtlopp vinns av Olle Rohlén, Åre SLK. Lagtävlingen vinns av Åre SLK.

#### Damer
- SM
  - Slalom vinns av Vivi-Anne Wassdahl, Östersund-Frösö SLK. Lagtävlingen vinns av Sollefteå GIF.
  - Storslalom vinns av Vivi-Anne Wassdahl, Östersund-Frösö SLK. Lagtävlingen vinns av Åre SLK.
  - Störtlopp vinns av Kerstin Svensson, Sollefteå GIF.

### Rugby
Rugbyföreningen Uppsala RFC bildas.

### Skidor, längdåkning

#### Herrar

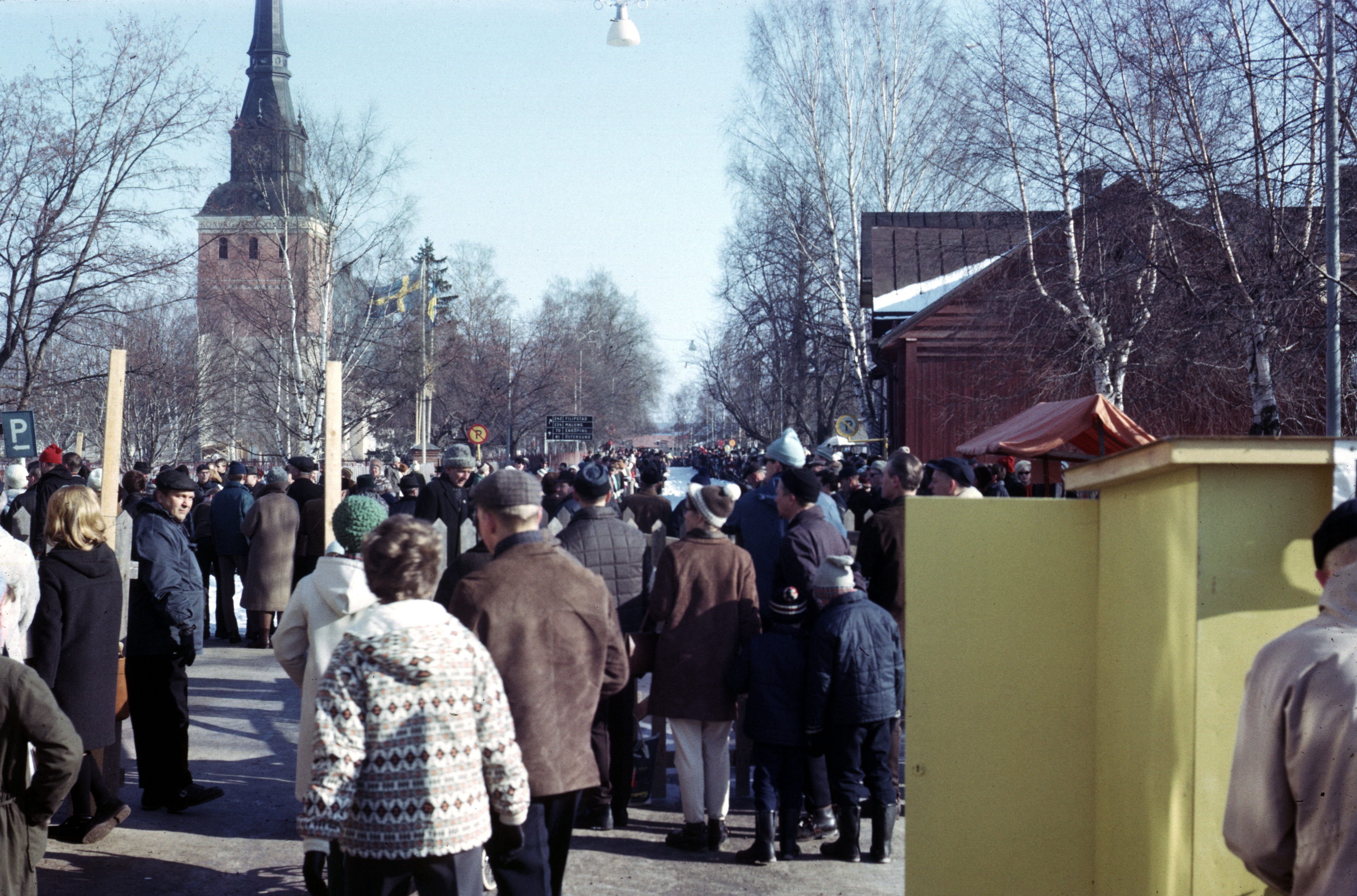
Vasaloppet

- 7 mars - Janne Stefansson, Sälens IF vinner Vasaloppet.[19]

- SM
  - 15 km vinns av Assar Rönnlund, IFK Umeå. Lagtävlingen vinns av IFK Umeå.
  - 30 km vinns av Assar Rönnlund, IFK Umeå. Lagtävlingen vinns av IFK Umeå.
  - 50 km vinns av Janne Stefansson, Sälens IF. Lagtävlingen vinns av IFK Umeå.
  - Stafett 3 x 10 km vinns av Föllinge IF med laget  Jan Halvarsson, Erik Jonasson och Ragnar Persson.

#### Damer
- SM
  - 5 km vinns av Toini Gustafsson, IFK Likenäs. Lagtävlingen vinns av Skellefteå SK.
  - 10 km vinns av Barbro Martinsson, Skellefteå SK. Lagtävlingen vinns av Skellefteå SK
  - Stafett 3 x 5 km vinns av Skellefteå SK med laget  Christina Barrebo, Ingrid Martinsson och Barbro Martinsson .

### Skidskytte

#### VM
- Herrar 20 km
  - 1 Olav Jordet, Norge
  - 2 Nikolaj Pusanov, Sovjetunionen
  - 3 Antti Tyrväinen, Finland
- Stafett 3 x 7,5 km (Inofficiell)
  - 1 Norge (Olav Jordet, Ola Wærhaug & Ivar Norkild)
  - 2 Sovjetunionen (Nikolaj Pusanov, Vladimir Melanin & Vassilij Makarov)
  - 3 Polen (Stanislaw Szczepaniak, Jozef Rubis & Jozef Sobczak-Gasienica)

### Tennis

#### Herrar
- Tennisens Grand Slam:
  - Australiska öppna - Roy Emerson, Australien
  - Franska öppna – Fred Stolle, Australien
  - Wimbledon – Roy Emerson, Australien
  - US Open – Manuel Santana, Spanien
- 29 december - Australien vinner Davis Cup genom att finalbesegra Spanien med 4-1 i Sydney.[20]

#### Damer
- Tennisens Grand Slam:
  - Australiska öppna –Margaret Smith, Australien
  - Franska öppna – Lesley Turner, Australien
  - Wimbledon – Margaret Smith, Australien
  - US Open – Margaret Smith, Australien
- 18 januari - Australien vinner Federation Cup genom att finalbesegra USA med 2-1 i Melbourne.[21]

## Evenemang
- VM i skidskytte arrangeras i Elverum, Norge.
- VM i konståkning arrangeras i Colorado Springs, USA.
- VM i ishockey arrangeras i Tammerfors, Finland.

## Födda
- 4 januari – Guy Forget, fransk tennisspelare.
- 5 januari - Patrik Sjöberg, svensk friidrottare, höjdhoppare.
- 18 januari - Charles Berglund, svensk ishockeyspelare och ishockeytränare.
- 29 januari - Dominik Hašek, tjeckisk ishockeyspelare (målvakt).
- 5 februari - Gheorghe Hagi, rumänsk fotbollsspelare.
- 9 februari – Dieter Baumann, tysk friidrottare.
- 19 februari - Michael Westphal, tysk tennisspelare.
- 5 mars - Johnny Ekström, svensk fotbollsspelare.
- 7 mars - Jesper Parnevik, svensk golfspelare.
- 24 mars - Mark Calaway, The Undertaker, amerikansk fribrottare.
- 25 mars – Stefka Kostadinova, bulgarisk friidrottare.
- 9 april - Helen Alfredsson, svensk golfspelare.
- 9 maj – Steve Yzerman, kanadensisk ishockeyspelare.
- 20 maj – Kristina Andersson, svensk alpin skidåkare.
- 1 juni – Larissa Lazutina, rysk längdskidåkare
- 12 juni – Gwen Torrence, amerikansk friidrottare.
- 19 juni – Sabine Braun, tysk friidrottare.
- 5 augusti – Luc Alphand, fransk alpin skidåkare och rallyförare.
- 29 augusti - Peter Andersson, svensk ishockeyspelare.
- 15 september – Thomas Stangassinger, österrikisk alpin skidåkare.
- 21 september - Lars Eriksson, svensk fotbollsmålvakt.
- 24 september - Anders Limpar, svensk fotbollsspelare.
- 25 september
  - Pia Hansen, svensk sportskytt.
  - Scottie Pippen, amerikansk basketspelare.
- 3 oktober - Jan-Ove Waldner, svensk bordtennisspelare.
- 5 oktober
  - Mario Lemieux, kanadensisk ishockeyspelare.
  - Patrick Roy, kanadensisk ishockeyspelare.
- 7 oktober - Marco Apicella, italiensk racerförare.
- 8 oktober – Matt Biondi, amerikansk simmare.
- 17 oktober - Henrik Pontén, svensk jurist och fäktare.
- 18 oktober – German Titov (ishockeyspelare), rysk ishockeyspelare.
- 10 november - Eddie Irvine, brittisk racerförare.
- 3 december – Katarina Witt, östtysk konståkare.

## Avlidna
- 26 februari – Julius Skutnabb, finländsk skridskoåkare, ett OS-guld, två OS-silver och ett OS-brons.
- 3 april – Gudbrand Skatteboe, norsk sportskytt, fyra OS-guld och två OS-silver.

### Fotnoter
1. ↑  Erik Jonsson (7 mars 1965). ”1960–1969”. Svenska Bandyförbundet. Arkiverad från originalet den 17 mars 2020. https://web.archive.org/web/20200317215222/https://www.svenskbandy.se/BANDYFINALEN/HISTORIK/Svenskamastare/Herrar/1960-1969. Läst 18 mars 2020.
2. ↑  Claes-G. Bengtsson (1 juni 2009). ”Låt stadion åter bli bandyns nationalarena”. Svenska Bandyförbundet. https://www.svenskbandy.se/NYHETER/CLASSESHISTORISKAHORNA/Aldrekronikor/Latstadionaterblibandynsnationalarena/. Läst 2 september 2011.
3. ↑  ”World Championships 1964/65” (på engelska). Bandysidan. http://www.bandysidan.nu/event.php?EVID=85. Läst 20 augusti 2011.
4. ↑  ”1965 World Series” (på engelska). Baseball-Reference.com. http://www.baseball-reference.com/postseason/1965_WS.shtml. Läst 10 juli 2015.
5. ↑  ”Basketball Reference”. http://www.basketball-reference.com/leagues/NBA_1965_games.html. Läst 25 augusti 2011.
6. ↑  ”Sport Statistics”. Arkiverad från originalet den 18 juni 2011. https://web.archive.org/web/20110618003548/http://www.todor66.com/basketball/Europe/Men_1965.html. Läst 24 augusti 2011.
7. ↑  Brunnhage 1966, s. 96.
8. ↑  ”England FA Challenge Cup 1964-1965” (på engelska). RSSSF. http://www.rsssf.com/tablese/engcup1965.html. Läst 19 augusti 2012.
9. 1 2 3  ”European Competitions 1964-65” (på engelska). RSSSF. http://www.rsssf.com/ec/ec196465.html. Läst 16 augusti 2011.
10. ↑  ”African Nations Cup 1965” (på engelska). RSSSF. http://www.rsssf.com/tables/65a.html. Läst 16 augusti 2011.
11. ↑  ”1960” (på portugisiska). Sylvesterloppet. Arkiverad från originalet den 1 mars 2014. https://web.archive.org/web/20140301030919/http://www.saosilvestre.com.br/1960. Läst 19 augusti 2012.
12. ↑  ”Boston Marathon”. Arkiverad från originalet den 27 april 2015. https://web.archive.org/web/20150427035419/http://www.baa.org/races/boston-marathon/boston-marathon-history/past-champions/past-mens-open-champions.aspx. Läst 9 april 2011.
13. ↑  ”IHFs hemsida”. http://www.ihf.info/en-us/ihfcompetitions/competitionsarchive/womenworldchampionships.aspx. Läst 9 december 2016.
14. ↑  ”Championnat de Suède 1964/65” (på franska). Hockey Arhicves. 14 februari 1965. https://www.hockeyarchives.info/Suede1965.htm. Läst 15 augusti 2011.
15. ↑  ”Championnats du monde 1965” (på franska). Hockey Arhicves. 14 mars 1965. https://www.hockeyarchives.info/mondial1965.htm. Läst 15 augusti 2011.
16. ↑  ”NHL 1964/65” (på franska). Hockey Archives. https://www.hockeyarchives.info/NHL1965.htm. Läst 23 mars 2020.
17. ↑  ”Lotus and Clark triumph again” (på engelska). ESPN. Arkiverad från originalet den 6 december 2018. https://web.archive.org/web/20181206114728/http://en.espn.co.uk/f1/motorsport/season/1343.html. Läst 10 juli 2015.
18. ↑  Brunnhage 1966, s. 302.
19. ↑  ”Historiska segrare”. Vasaloppet. Arkiverad från originalet den 22 mars 2020. https://web.archive.org/web/20200322121012/https://www.vasaloppet.se/wp-content/uploads/sites/1/2019/09/historiska_segrare_vasaloppet_sve_2019-09-18.pdf. Läst 5 september 2011.
20. ↑  ”Davis Cup”. http://www.daviscup.com/en/draws-results/tie/details.aspx?tieId=10000579. Läst 20 augusti 2011.
21. ↑  ”Fed Cup”. Arkiverad från originalet den 24 mars 2012. https://web.archive.org/web/20120324134037/http://www.fedcup.com/en/results/tie/details.aspx?tieId=20005078. Läst 21 augusti 2011.